# Acequia Común de Gandía
La Acequia Común de Gandía (en valenciano, Séquia Comuna de Gandia) es una canalización de riego que se alimenta con aguas del río Serpis, aportadas mediante la Acequia Real de Alcoy hasta el partidor de la Casa Fosca, y desde allí por la Acequia Común de Gandía y Oliva hasta el partidor de la Casa Clara, que es donde se reparte entre las acequias comunes de Gandia y de Oliva.
A partir de su origen en Potríes, la Acequia Común de Gandía riega tierras en los municipios valencianos de Almoines, Bellreguart, Beniarjó, Beniflá, Daimuz, Gandía, Guardamar y Miramar.
La distribución de las aguas se realiza mediante una red de acequias que a su vez generan hilos (fils) que permiten su distribución para su uso, generalmente en el riego de campos, si bien históricamente también para mover molinos hidráulicos y la fábrica sedera Lombard en Almoines.Las acequias principales del sistema son la Acequia de Bellreguart (Séquia de Bellreguard), Acequia del Árbol (Séquia de l'Arbre), Acequia de Daimuz (Séquia de Daimús) y Acequia de Benieto.

## Recorrido

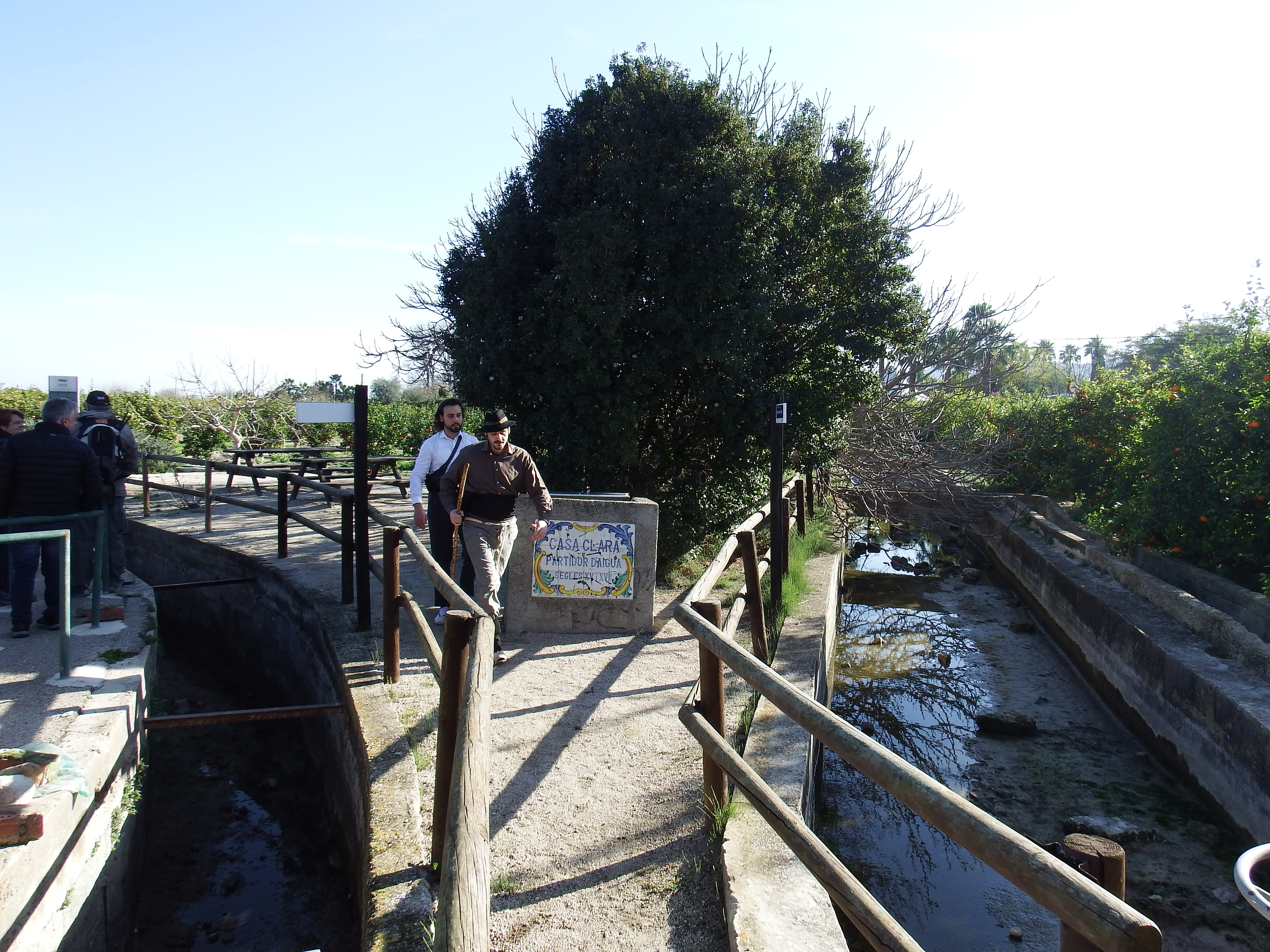
En el Partidor de la Casa Clara, las aguas de la Acequia Común de Gandía y Oliva se reparten en dos. Hacia la izquierda, la Común de Gandía; hacía la derecha, la Común de Oliva

### Potríes
La acequia comienza su recorrido en el Partidor de la Casa Clara, en el noroeste del municipio. Fluye por el norte del municipio, junto al Camí de la Catorzena, derivando el Fil de la Catorzena y el Fil de l'Escala. Este último se origina ya en la divisoria con el término de Beniflá.

### Beniflá
La acequia entra en el municipio por el sur. Da origen al Fil de l'Alquibla. Llega al lavadero del pueblo y  al Molino de Beniflà. La población de Beniflà tiene dos molinos. El primero al que llegan las aguas de la acequia es el Molino Nuevo o de Avargues (Molí Nou o d'Avargues); el Molino de Beniflá (Molí de Beniflà) está a 600 metros siguiendo las aguas. Ambos molinos dejaron de funcionar.

### Beniarjó
En este municipio, el siguiente que atraviesa la Acequia Común de Gandía, el recorrido es subterráneo en el tramo urbano, que pasa por la avenida de la Cuenca de la Safor (Avinguda de la Conca de la Safor) y las calles Dr. Rico y Sant Marc, hasta llegar al Molino de Tola. Es en este tramo donde se asentaban el motor y el lavadero del pueblo, y donde se van separando los hilos dels Hortets, del Portal, de l'Era, del Barato, de la Marjal, de Pardines y de Galca. A partir del Molino de Tola (también llamado de Morant o de Pardines) la acequia fluye medio kilómetro hacia el noreste, siguiendo la carretera CV-680, hacia el término de Almoines.

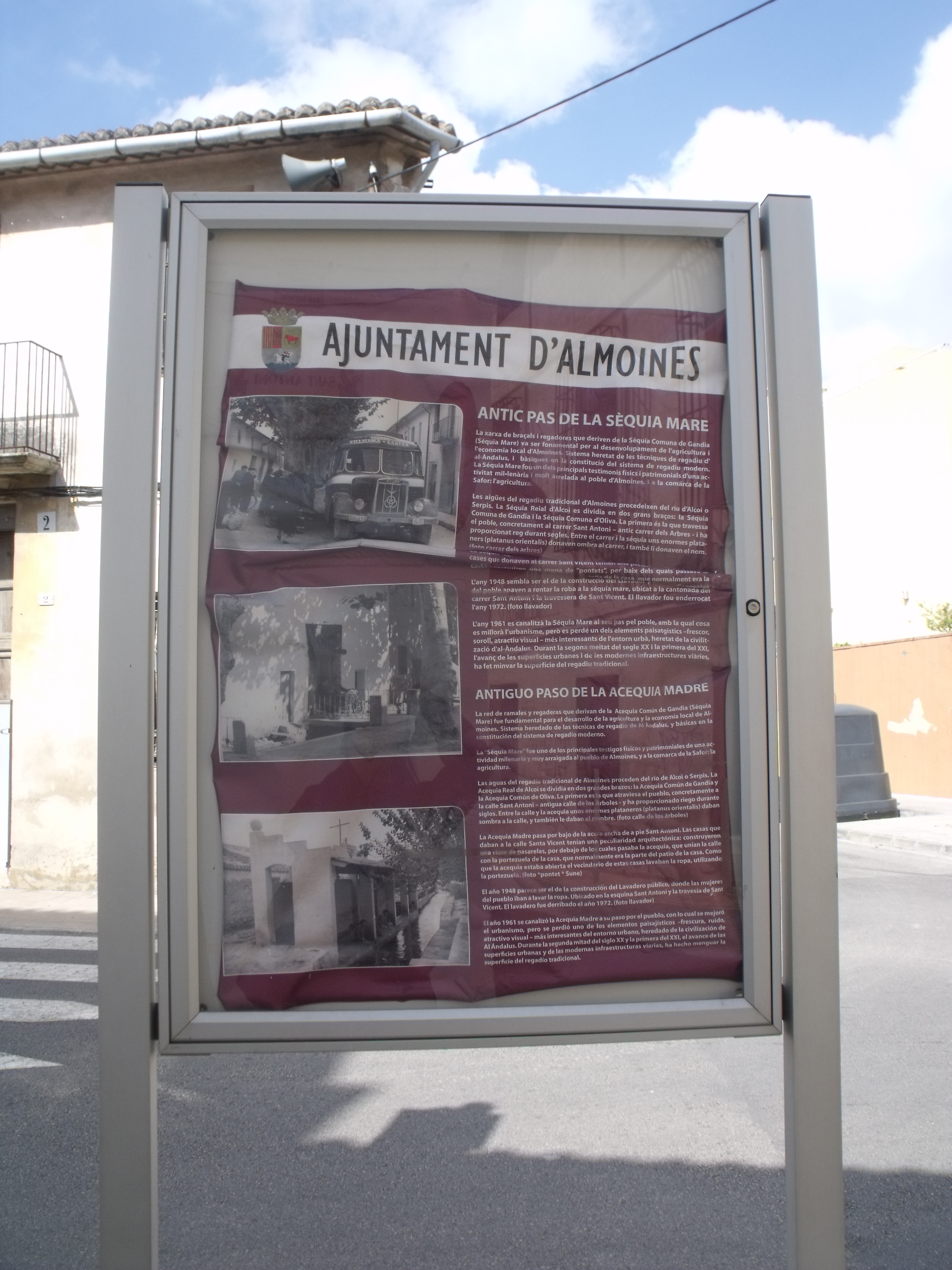
Panel explicativo del recorrido e historia de la Acequia Común de Gandía (la Séquia Mare) en Almoines

### Almoines
En el límite entre los municipios de Beniarjó (partida de Pardines) y Almoines (partidas de L'Antigor y L'Antigoreta), se encuentra el Molí Peiró. En este punto se separan de la Acequia Común la Acequia de Bellreguart (Séquia de Bellreguard) y dos hilos: el Fil de l'Antigor y el Fil de l'Antigoreta.
El canal principal sigue la antigua carretera CV-680 (CV-6803), que atraviesa la población por la avenida de San Antonio (Avinguda de Sant Antoni), en la que se encontraba el lavadero del pueblo. En la intersección de esta avenida con la calle de la Diputación se separan las acequia del Árbol (Séquia de l'Arbre) y de Daimuz (Séquia de Daimús). El cauce principal de la Acequia Común de Gandía sigue por la CV-680, irrigando algunas tierras en la partida de El Rafaelet mediante el Fil del Rafaelet, y repartiendo sus recursos en la Casa Nova, situada en el norte del término de Almoines y ya cerca del de Gandía, entre la Acequia de Benieto y el Fil de la Tira.

## Distribución de las aguas

### Acequias

#### Acequia de Bellreguart (Séquia de Bellreguard)
El sistema de regadío de esta acequia cubre la parte meridional de los municipios de Almoines y Bellreguart, así como la septentrional de Miramar. Tiene una longitud aproximada de 5,7 kilómetros y una orientación en general hacia el noreste.
La acequia comienza en el Molí Peiró, al sur del núcleo de Almoines, cerca de la CV-680 y la AP-7. Discurre junto a la carretera CV-681, llegando al término municipal de Bellreguart. Una vez llegada al casco urbano de la población, el recorrido es subterráneo pasando por el camino de Almoines y las calles de San Antonio, Mayor y de la Vela. Al inicio del Camí de la Vela, sus aguas vuelven a ser superficiales, con el nombre de Fil del Poble.
El Fil del Poble nace junto al Camino de la Vela, en el sudeste del núcleo de Bellreguart. Siguiendo rumbo al noreste, irriga tierras próximas al barranco de Sotaia a lo largo de casi un kilómetro y medio. Pasa al término de Miramar a la altura de la rotonda de la carretera CV-670, punto en que las aguas siguen el trazado de la CV-673, irrigando durante un kilómetro las partidas de El Racó de les Tancades y La Dula. Llega al Camí del Pont del Xato, tomando dirección sureste y acabando a 650 metros en El Riuet, junto a la playa de Miramar.

#### Acequia del Árbol (Séquia de l'Arbre)
El sistema de riegos de esta acequia cubre la parte nororiental del municipio de Almoines y la septentrional del de Bellreguart. El recorrido del cauce principal es de aproximadamente 1,7 kilómetros.
Se inicia dentro del núcleo de Almoines, en la Travesía del Río (Travessia del Riu). Recorre subterráneamente unos 200 metros en dirección sureste, aflorando en los aledaños de la calle Joan Fuster. A partir de aquí toma dirección noreste, cruzando la CV-680, llegando al Camí de la Séquia de l'Arbre y derivándose dos hilos: el Fil de les Barraques y el Fil del Velló.
Siguiendo el camino de su nombre, la acequia irriga el noreste del término de Almoines durante otro medio kilómetro, hasta entrar en el de Bellreguart. El Fil de la Paloma y el de Sant Antoni se separan en este término. El recorrido de la Acequia del Árbol por el término de Bellreguart es de 1,2 kilómetros, durante los cuales pasa por zonas de población e industriales, atraviesa la carretera N-332, y finalmente reparte sus aguas entre la Acequia de Guardamar y el Fil de la Torre cerca del trazado del antiguo ferrocarril Denia-Carcagente.

#### Acequia de Daimuz (Séquia de Daimús)
Este sistema de regadío recorre unos cinco kilómetros por los municipios de Almoines, Gandía y Daimuz. Se inicia dentro del núcleo de Almoines, en la Travesía del Río (Travessia del Riu). El canal principal recorre la parte septentrional del municipio de Almoines por el camino de Gandía (Camí de Gandia) y la carretera CV-680 a lo largo de medio kilómetro, hasta conectar con el camino de la Acequia de Daimuz (Camí de la Séquia de Daimús). Aquí las aguas prosiguen por la vereda derecha del camino con rumbo noreste, y al cabo de un kilómetro atraviesan la N-332 mediante un sifón. Durante medio kilómetro, el canal beneficia las partidas gandienses de Benieto y El Rajolar, que a inicios del siglo XXI son de uso predominantemente industrial y urbano.
En su parte final, la acequia recorre campos de Gandía y Daimuz durante un kilómetro, cruzando el camino de la Torre y repartiéndose sus aguas entre el Braçal del Poble y el Braçal del Montagut.

#### Acequia de Benieto
Esta acequia también se conoce como Acequia de Rafalcaid. El conjunto de su sistema de riego se desarrolla por el sector oriental del municipio de Gandía, recorriendo sus partidas de Benieto de los Cristianos, Benieto de los Moros, El Rajolar, El Sancho Llop y Rafalcaid. El recorrido es de unos cuatro kilómetros.
El recorrido de la acequia comienza en la Casa Nova, en el municipio de Almoines, cerca del límite con Gandía. Parte hacia el noreste, circulando por los aledaños de las carreteras CV-680 y la N-332 a lo largo de un kilómetro hasta el Camí del Molí de Vent. En este tramo se generaban cinco hilos desaparecidos: Fil de la Tira, Fil de la Romana, Fil de la Fileta, Fil de Romàn y Fil de l'Hort.
La acequia continúa por la CV-671, pasa subterráneamente el polígono industrial de Benieto. La construido este polígono en 2004supuso que otrs serie de hilos (Fil de l'Argamasa, Fil de l'Ullet, Fil de Perera, Fil de la Pomera y Fil del Molí) dejaran de estar en uso. Sin embargo, otros cuatros hilos que sí están en uso también surgen en esta zona: el Fil del Rajolar, los dos Fils de Sancho Llop y el Fil de l'Ull.
Nuevamente en superficie, las aguas se dirigen hacia el noreste siguiendo la carretera CV-671 un kilómetro más, hasta acercarse al conjunto del Motor, Balsa y Lavadero de Frasquet. El canal principal de Rafalcaid sigue con rumbo noreste hasta regar L'Hort del Comte de Faura y verter sus sobrantes en el Serpis. Desde la finca de Frasquet, la Acequia de Rafalcaid sigue con dirección noreste, pasa la CV-670 y el camino de Carrasqueña y riega la partida de su nombre durante medio kilómetro, antes de verter sus aguas sobrantes en la partida de Els Mollons, en Daimuz.

### Hilos

#### Hilos de la propia Acequia Común de Gandía
- Fil de la Catorzena. Riega la partida de La Catorzena, en los términos de Potríes y Beniflá. durante unos 650 metros, tras los que vierte sus sobrantes al río Serpis.[1]
- Fil de l'Escala. Discurre en paralelo a la Acequia Común, por el sur del municipio de Beniflá, con un recorrido de algo más de medio kilómetro.[1]
- Fil de l'Alquibla. Nace en territorio de Beniflá, irriga el término de Beniarjó y de desarrolla por las cercanías del camino Real de Játiva (Camí Reial de Xàtiva) mediante dos canales. Uno se desarrolla hacia el oeste, por el sudoeste de Beniarjó, recorriendo unos 650 metros y vertiendo sus aguas excedentarias al Serpis. El otro va hacia el este, irriga la parte oriental de Beniarjó durante 800 metros y desagua en las proximidades camino del cementerio.[1]
- Fil dels Hortets. Situado en la parte suroriental del municipio de Beniarjó, riega la partida homónima. Parte de la calle Doctor Rico, en el núcleo urbano, y se dirige hacia el noroeste durante unos 800 metros. Este hilo también desagua sus sobrantes en las proximidades camino del cementerio, junto al término de Rafelcofer.[1]
- Fil del Portal. Este hilo se inicia la calle Dr. Rico en el casco urbano de Beniarjó. Recorre la partida de su nombre en dirección noreste, con una longitud de 700 metros. Vierte sus sobrantes en el barranco de Sotaia (el Barranquet), que marca el límite municipal con Rafelcofer.[1]
- Fil de l'Era. Se inicia en la avenida de la Cuenca de la Safor (Avinguda de la Conca de la Safor), en el núcleo de Beniarjó. Recorre la partida de su nombre en dirección noreste, con una longitud de un kilómetro. Desagua sus sobrantes en el barranco de Sotaia cerca de la autopista AP-7.[1]
- Fil del Barato. Como el anterior, este hilo también se inicia en la avenida de la Cuenca de la Safor, se desarrolla hacia el noreste con una longitud de 700 metros. Irriga la parte norte de la partida de L'Era, acabando en el Fil de l'Era cerca de la AP-7.[1]
- Fil de la Marjal. Comienza en las proximidades del Molino de Tola y fluye en dirección noreste durante más de un kilómetro, avenando las tierras de la partida de su nombre. Aboca sus sobrantes al barranco de Sotaia pasada la AP-7.[1]
- Fil de Pardines. Riega la partida homónima, la más septentrional del municipio de Beniarjó. Se inicia cerca del Molino de Tola y forma dos canales. Uno va en dirección noreste por el camino de Pardines, con un recorrido poco mayor de un kilómetro que acaba en el barranco de Sotaia, cerca de donde lo hace el Fil de la Marjal. El otro canal se dirige hacia el noroeste, durante poco más de medio kilómetro, abocndo sus sobrantes el río Serpis.[1]
- Fil de Galca. Se encuentra en la parte noroccidental más cercana al núcleo de Beniarjó. Parte de la zona de La Palanca hacia la partido de La Galca, regando unos 600 metros. Sus aguas excedentes van al Serpis.[1]
- Fil de l'Antigor. Nace en el Molí Peiró y se dirige hacia el norte a lo largo de unos 600 metros, irrigando la partida de su nombre, en el municipio de Beniarjó. Desagua sus sobrantes en el Serpis.[1]
- Fil de l'Antigoreta. Riega la partida de su nombre, en el sector más occidental del municipio de Almoines. Nace en el Molí Peiró y se dirige hacia el noroeste unos 500 metros, girando a continuación hacia el oeste, siguiendo el Camí de l'Antigoreta. Desagua sus sobrantes en el Serpis.[1]
- Fil de Rafalet. Se origina en la partida homónima, situada en el noroeste del municipio de Almoines.Tras un recorrido de unos 800 metros en dirección norte, vierte sus aguas en el Serpis.[1]

#### Hilos de la Acequia de Bellreguart
Esta acequia solamente da origen a un hilo, el Fil del Poble, que es una continuación de la propia acequia.

#### Hilos de la Acequia del Árbol
- Fil de les Barraques. Se inicia en el sector noreste de la localidad de Almoines, junto a la vereda izquerda del Camí de la Séquia de l'Arbre. Atraviesa dos veces la CV-680 mediante sifones y toma dirección noreste hacia Les Barraques, la partida que le da nombre y que irriga mediante tres canales hasta el límite municipal con Bellreguart.[1]
- Fil del Velló. También se inicia en el sector noreste de Almoines, junto al Camí de la Séquia de l'Arbre, pero en este caso a la vereda derecha. Pasa por las proximidades de la Alquería del Trinquet, sigue hacia el sureste y luego recorre medio kilómetro por las partidas de La Sorella y Sant Antoni. Cuando llega al Camí de Sant Antoni toma dirección noreste y recorre en subterráneo medio kilómetro, atravesando el Camino Viejo de Bellreguart (Camí Vell de Bellreguard) y N-332, para llegar a la partida de El Velló, en Bellreguart. A partir de aquí riega otro medio kilómetro regando parcelas citrícolas siguiendo los caminos del Franco, del Cèntim y de Culot.[1] [7]
- Fil de Sant Antoni. Surge en la parte noroccidental del municipio de Bellreguart, cerca del límite con Almoines. Lleva rumbo sureste por los alrededores del Motor de Sant Antoni,[nota 3] recorre medio kilómetro por la partida de tal nombre, y desagua sus sobrantes en las cercanías del Fil del Velló.[1]
- Fil de la Paloma. Surge en la parte noroccidental del término de Bellreguart, junto al Fil de Sant Antoni. partiendo en dirección noreste, recorre 1,2 kilómetros en paralelo a la Acequia del Árbol, llegando al Partidor de la Acequia de Guardamar. El canal se dirige hacia el sureste, cruza la antigua vía férrea de Denia a Carcagente mediante un sifón[10] y recorre la partida de La Botixa hasta llegar al Camí del Cèntim. A continuación las aguas fluyen hacia el noreste, recorriendo la partida de La Paloma durante medio kilómetro y llegando al Camino de Piles, donde se desgaja el Fil del Baró. Por su parte, el de la Paloma sigue durante otro medio kilómetro, llegando al Camí Fondo y al Camí de la Font de la Petunya, donde desagua sus excedentes.[1]
- Fil del Baró. Se inicia en las proximidades de la Casa de la Paloma, que da nombre a esa partida del término de Bellreguart junto al Camino de Piles. Se extiende unos 600 metros hacia el noreste, perdiendo sus sobrantes en los aledaños del Camí de l'Alquerieta.[1]
- Acequia de Guardamar. Se origina en la parte norte del municipio de Bellreguart, junto al trazado del antiguo ferrocarril Denia-Carcagente. Va en dirección noreste, salva el ferrocarril mediante un sifón[11] y continúa unos 750 metros por la partida de La Torre, en el municipio de Gandía. En este municipio atraviesa el camino de Piles y llega a las cercanías de la Torre dels Pares y continúa con rumbo este hacia Guardamar, acercándose a su núcleo urbano desde la CV-670. Atraviesa el núcleo urbano subterránaemente, por la calle del Molino (Carrer del Molí) hasta volver a la superficie en el Camí de la Mar. Sigue este camino para irrigar las partidas de L'Assegador y El Bovetar durante aproximadamente un kilómetro, tras lo que desagua en el Barranc de l'Assegador (también llamado Escorredor de l'Assagador) junto a la playa de Guardamar. En su tramo final hacía uso de varios sifones y se aprovechaba mediante norias (sénias), estas últimas desaparecidas y que regaban pequeñas huertas.[7][1]
- Fil de la Torre. Se inicio en la parte septentrional del municipio de Bellreguart, junto a la Acequia de Guardamar. Toma dirección noreste. Cruza la antigua vía férrea mediante un sifón y da lugar al Fil de la Vela. El cauce sigue en paralelo a la Acequia de Guardamar por terrenos de Gandía, concretamente por la partida de La Torre, que irriga por 750 metros, adentrándose en la finca de la Torre dels Pares. Irriga en esta partida otros 200 metros y desagua en el Barranc de l'Assegador.[7][1]
- Fil de la Vela. Parte de la zona norte del municipio de Bellreguart, en el cruce del Camí de Culot con la antigua vía férrea de Denia a Carcagente. Va con rumbo norte por los alrededores del camino, irrigando la partida de La Vela -en el municipio de Gandía- durante medio kilómetro y vertiendo sus sobrantes al Barranc de l'Assegador.[7][1]

#### Hilos de la Acequia de Daimuz
- Braçal del Poble. Se origina en la partida homónima, una de las más occidentales del municipio de Daimuz. Marcha con rumbo noreste por esta partida citrícola que irriga durante unos 800 metros, tras lo cual penetra en el núcleo urbano de Daimuz. Recorre éste en un trazado subterráneo de unos 350 metros por las calles de la Constitución y de  l'Assegador, confluyendo con el Braçal del Montagut para formar el Fil Comú. El Braçal del Poble alimentaba antaño el lavadero (Llavador del Poble), que se encontraba en el cruce del Carrer del Llavador y el Camí de la Mar.[1]
- Braçal del Montagut. También se origina en la partida de El Braçal del Poble. Marcha con rumbo este irrigando la partida de EL Montagut durante un kilómetro, tras lo cual pasa el Camí de la Creu y la CV-670 para penetrar en el núcleo urbano de Daimuz. En un trazado subterráneo de unos 350 metros pasa por la CV-670 y las calles del Nueve de Octubre (Carrer del Nou d'Octubre) y de las Escuelas (Carrer Escoles). Al confluir con el Braçal del Poble, forma el Fil Comú.[1]
- Fil Comú. Surge en las proximidades del Camí dels Racons, en la parte sudoriental del núcleo de Daimuz. Riega durante algo más de medio kilómetro la partida citrícola de Els Racons y vierte sus sobrantes a L'Assegador.[1]

#### Hilos de la Acequia de Benieto
La mayoría de los hilos históricos de la Acequia de Benieto han desaparecido o han dejado de ser operativos por la creciente urbanización del área. Las descripciones de los trazados son anteriores a la construcción de la N-337, que entró en servicio en 2019. Los hilos que se citan a continuación son los que estaban activos a inicios del siglo XXI.
- Fil del Rajolar. Está ubicado en la parte oriental del municipio de Gandía, en la partida de su mismo nombre. Se origina cerca de la carretera N-332 y se desarrolla hacia el sureste, recorriendo la partida durante 550 metros.[1]
- Fil Primero de Sancho Llop. Se encuentra en la partida de El Sancho Llop, que está en la parte oriental del municipio de Gandía. Se inicia en las proximidades del Camí del Molí de Vent. Transita por las proximidades de las carreteras CV-680 y CV-681 a lo largo de 650 metros, llegando a la partida de El Sancho Llop, donde discurre hacia el sureste durante 575 metros. Derrama sus sobrantes a la Acequia de Daimuz.[1]
- Fil Segundo de Sancho Llop. También beneficia la partida de El Sancho Llop. Recorre la CV-671 hasta llegar al Camí de Sancho Llop, donde toma rumbo al sureste durante 575 metros, hasta verter sus sobrantes a la Acequia de Daimuz.[1]
- Fil de l'Ull. Se encuentra en la parte oriental del municipio de Gandía, en las proximidades del Camí de Sancho Llop. Circula subterráneamente siguiendo la CV-671 durante 400 metros, hasta alcanzar el camino de la Torre. Sus aguas fluyen en superficie junto a este camino durante 300 metros, tras lo que se prolongan en dirección este durante unos 500 metros por las proximidades de la Casa de Nicolau. Llega a la Senda de Daimuz, límite con ese municipio, y la sigue por 350 metros hasta desaguar en el Braçal del Poble.[1]